# 西線9條旭山公園通停留場
西線9條旭山公園通停留場（日语：／ Nishisen-kujō-asahiyama-kōen-dōri teiryūjō */?）是位於北海道札幌市中央區的札幌市交通局（札幌市電車）山鼻西線的鐵路車站。車站位於福住桑園通及菊水旭山通的十字路口南面。
原本是擁有日本第一長的車站名稱（20個假名），但是在1990年被鹿島臨海鐵道大洗鹿島線的長者濱潮騷濱茄子公園前車站（22個假名）所取代。2007年5月20日，位置更跌至第4位，不過在翌日升回第3位（由於一畑電車北松江線的「路易斯·C·蒂芙尼庭園美術館前站」改稱為「松江英式花園前站」）。現在，仍然保持著在有軌電車中，日本第一長的車站名稱。

## 歷史
- 1931年（昭和6年）11月 - 南9條站開始營業（單線）。
- 1951年（昭和26年） - 雙線化。
- 1960年（昭和35年） - 改稱為西線9條站。
- 1973年（昭和48年） - 改稱為旭山公園通站。
- 1974年（昭和49年） - 由於受到居民反對，之前的「西線9條」將會重用及變成現在的車站名稱。

## 車站結構
車站屬於2面2線的側式月台。十字路口的北面（南8條西14丁目）為往薄野方向、南面（南9條西14丁目）為往西4丁目方向的月台，並且設有安全地域。安全區域設置地面融雪系統及有蓋月台。

## 車站周邊
- 札幌南九條郵政局
- 北海道ハイヤー會館
- 洋菓子店「霞慕尼（Chamonix）」（由於售賣瑞士卷，有「西線卷」之名）
- JR北海道巴士「旭山公園通15丁目」站

## 相鄰停留場
札幌市交通局（札幌市電）
山鼻西線
西線6條（SC05）－西線9條旭山公園通（SC06）－西線11條（SC07）

## 外部連結
- 札幌市交通局（日文）